# Llibreria Viladrich
La Llibreria Viladrich és una llibreria de Tortosa (Baix Ebre), ubicada al carrer Cristòfol Despuig, 22, cantonada amb el carrer Berenguer IV. Es coneix la seua existència des de l'any 1760, encara que és possible que ja existís abans i va funcionar de forma continuada fins al 31 de desembre de 2005, quan va tancar les portes a la seva antiga ubicació del carrer Nou del Vall. Se la considera la llibreria més antiga de Catalunya, juntament amb les llibreries Fabre (Barcelona, 1860) i la Geli (Girona, 1879). El 23 d'abril de 2006, la llibreria va tornar a reprendre la seva activitat, aquesta vegada amb el nom de La 2 de Viladrich.
La primera propietat que es coneix és de la família Oliveres i Tió, més tard la propietat passaria a Ramón Prades, qui la portaria durant 15 anys fins al 1891 que passaria a mans del matrimoni Mestre-Ferrús. Antigament estava ubicada al carrer de la Rosa de Tortosa i es deia Libreria Científica, Religiosa y literària, propietat del membre de la Renaixença Francesc Mestre i Noè i regentada per Enriqueta Ferrús i Ribes. En 1918 va passar a mans dels que havien estat treballadors de la l'antiga llibreria els germans Fermín i Claudio Viladrich.
Gràcies a la seva llarga trajectòria, la Llibreria Viladrich ha rebut diferents premis, entre els quals cal destacar:
- Premi Atlàntida 2020,[3] que atorga el Gremi d'Editors de Catalunya
- Premi Nacional dels Establiments Comercials Centenaris 2019,[5][6] que atorga la Generalitat de Catalunya.